# تیمونسویل (کارولینای جنوبی)
تیمونسویل(به انگلیسی: Timmonsville) شهری در ایالت کارولینای جنوبی کشور ایالات متحده آمریکا است که جمعیت آن در سرشماری سال ۲۰۱۰ میلادی، ۲٬۳۲۰ نفر بوده‌است.